# جغرافيا جنوب السودان
تشترك جمهورية جنوب السودان بحدود تصل طولها إلى ألفي كيلومتر تقريباً مع كل من أوغندا، وكينيا، وإثيوبيا، والكونغو، وإفريقيا الوسطى، وتمتد مساحة البلاد إلى 644,329 كم2. تشغل المناطق الرعوية مساحة كبيرة من المساحة الإجمالية لجنوب السودان إذ تقدّر نسبتها بـ40% من مساحة البلاد، أما الأراضي الزراعية فتمتد لمساحة تقدّر نسبتها ب30% من المساحة الكلية للبلاد، وتبلغ المساحة المائية بحوالي 7% فقط من مساحة البلاد.